# Симферопольская улица (Киев)
Симферопольская улица расположена в расположена в Дарницком районе Киева (массив «Новая Дарница»). Пролегает между улицами Привокзальной и перекрестком с улицей Юрия Литвинского и Харьковским шоссе. Длина — 875 м. Движение транспорта — одностороннее, в сторону ул. Привокзальной. К Симферопольской улице прилегают проходящие параллельно друг другу следующие улицы: Привокзальная, Павла Чубинского, Сормовская, Константина Заслонова, Новодарницкая, Юрия Литвинского. Годы застройки — 1950-е — 1960-е. Жилые здания 5-этажные. В конце улицы имеются несколько 2-этажных зданий коттеджного типа 1940-х годов постройки.
В начале улицы по нечетную сторону расположен Привокзальный парк.
Возле пересечения улицы с Харьковским шоссе расположен парк с памятником погибшим в Дарницком лагере военнопленных (открыт в 1993 году).

## Нумерация
Нумерация домов по четную сторону начинается с № 4 и заканчивается № 10, по нечетную — с № 3/2 и до 21/9.

## Учреждения, организации
На улице расположены: детское дошкольное учреждение № 787 (Симферопольская, 6), Третий киевский местный центр по оказанию бесплатной вторичной правовой помощи (Симферопольская, 5/1), узловая железнодорожная больница № 1 и поликлиническое отделение станции Дарница (Симферопольская, 8), средняя общеобразовательная школа № 105 (Симферопольская, 10), общежитие (бывшего) Киевского радиозавода (Симферопольская, 11/1), филиал № 6 эксплуатации газового хозяйства коммунального предприятия «Киевгаз» (Симферопольская, 13а).

## Транспорт
По Харьковскому шоссе проходит маршрут автобуса № 45 с остановкой «Улица Симферопольская», см. также транспорт на ул. Привокзальной.